# Yūki, Ibaraki
Yūki (japanska: 結城市?, Yūki-shi) är en stad i Ibaraki prefektur i Japan. Staden fick stadsrättigheter 1954.